# Moruga thorsborneorum
Moruga thorsborneorum là một loài nhện trong họ Barychelidae. Loài này phân bố ờ Queensland.